# The Event
The Event è una serie televisiva statunitense, creata da Nick Wauters per la NBC. La serie è stata definita un thriller cospirativo caratterizzata da uno stile narrativo che analizza la storia da diversi punti di vista.
La serie debuttò nei palinsesti americani il 20 settembre 2010. In Italia gli episodi furono trasmessi dal 21 settembre, a meno di 24 ore di distanza dalla trasmissione originale, sul canale Joi di Mediaset Premium, con l'audio originale e i sottotitoli in italiano. Gli episodi doppiati in lingua italiana furono invece trasmessi a distanza di una settimana dalla trasmissione statunitense, dal 28 settembre. In chiaro è stata invece trasmessa dal 18 gennaio 2012 su Italia 2.
A causa del calo degli ascolti registrato nel corso della stagione, il 13 maggio 2011 la NBC decise di non rinnovare la serie, anche se i produttori accennarono una sua possibile prosecuzione su altri canali.

## Trama
Durante un viaggio in crociera una giovane ragazza, Leila Buchanan, viene misteriosamente rapita. Il suo fidanzato Sean Walker inizia una disperata ricerca che lo porterà a scoprire il più grande insabbiamento della storia degli Stati Uniti.
Alla Casa Bianca, il Presidente Elias Martinez sta decidendo le sorti di un gruppo di prigionieri segregati da 66 anni in un penitenziario segreto ubicato sul Monte Inostranka. Si tratta di individui che nel 1944 vennero ritrovati da una squadra militare dopo che il loro veicolo precipitò in Alaska; i componenti del gruppo furono incarcerati, in quanto si rifiutavano di rivelare la loro provenienza e le loro intenzioni. In seguito verrà appurata l'origine extraterrestre di questi individui, nonostante il loro aspetto e il loro codice genetico siano estremamente simili a quelli degli esseri umani. L'unica differenza visibile consiste in un invecchiamento estremamente più lento, al punto che il loro aspetto durante questi 66 anni appare sostanzialmente immutato.
Nel 2010 Martinez, dopo aver parlato con la loro leader Sophia Maguire, decide di rivelare pubblicamente al resto del mondo l'esistenza di questi individui, prima di lasciarli liberi. Tuttavia, l'annuncio viene impedito da un attentato terroristico sventato all'ultimo momento in maniera inspiegabile: l'aereo che era stato scagliato contro Martinez sparisce nel nulla, per poi ricomparire nel deserto dell'Arizona. Martinez, pur ignorando chi sia il mandante dell'attentato, riesce a scoprire che l'aereo è stato teletrasportato da Thomas, figlio di Sofia, capo del gruppo di alieni sfuggiti alla cattura del 1944. Durante gli ultimi 66 anni questi alieni, detti "dormienti", hanno vissuto tra gli esseri umani con la missione di liberare i propri compagni e, successivamente, ritornare sul loro pianeta. Poiché la tecnologia terrestre era troppo arretrata rispetto a quella d'origine, questi alieni hanno dovuto attendere che il progresso scientifico permettesse loro di realizzare i macchinari necessari. Si scopre che, in alcuni casi, sono stati proprio gli alieni a promuovere lo sviluppo di certe tecnologie infiltrandosi negli enti governativi e scientifici oppure finanziandone i progetti (ad esempio Thomas, diventato titolare di un enorme impero finanziario, è stato coinvolto nel Progetto Manhattan). Alcuni dei suoi più fidati collaboratori, sono infatti dei dormienti.
In seguito a questa scoperta, Martinez decide di rinviare il loro rilascio fino a quando non saprà tutta la verità. Tuttavia Thomas riesce ad ottenere la scarcerazione della madre e liberare i prigionieri di Inostranka, ma tra di loro nasce un conflitto interno: mentre Sophia vuole riportare a casa la propria gente, Thomas le rivela che gran parte dei dormienti intende rimanere sulla Terra, dove si sono costruiti una famiglia e creati una nuova vita. Il conflitto si appiana quando, tramite un messaggio inviato dalla loro gente, Sofia e Thomas scoprono che il loro pianeta sta diventando invivibile a causa della trasformazione della loro stella in una supernova. Madre e figlio, rendendosi conto che i rispettivi piani sono diventati obsoleti, convergono in una soluzione comune: trasportare tutta la popolazione nativa del loro pianeta sulla Terra, a costo di uccidere chiunque osi intralciarli e arrivando ad eliminare gli stessi dormienti che non giurino fedeltà a Sofia e alla sua missione.
Nel frattempo, i rapporti tra i dormienti e lo staff della Casa Bianca diventano sempre più tesi. Martinez ordina la loro cattura, vivi o morti e si arriva allo scontro armato: mentre i dormienti riescono a distruggere il Washington Monument (utilizzando l'energia del portale costruito per il teletrasporto), Martinez ordina l'uccisione di tutti gli alieni. Riesce ad ucciderne gran parte, compreso Thomas, ma Sofia ed un gruppo di dormienti riescono a sfuggire sempre grazie al teletrasporto.
Nel frattempo Sean, riesce a ritrovare e liberare Leila. Scopriranno che Leila e la sua sorellina Samantha sono state rapite per poter ricattare Michael Buchanan, il loro padre: è lui, infatti, a pilotare l'aereo che viene lanciato contro Martinez per impedirgli di annunciare l'esistenza degli alieni. Si scopre, inoltre, che Micheal è un dormiente, pertanto Leila e Samantha sono due "ibridi" tra gli alieni e gli umani. Sean e Leila iniziano le ricerche di Samantha, che è stata rapita da un uomo di nome James Dempsey, il quale letteralmente "ruba" la giovinezza agli ibridi per potersi mantenere in vita. Dempsey, infatti, rivela di far parte di una tribù millenaria di guardiani, che ha il compito di proteggere il futuro dell'umanità, riuscendo anche a prevedere gli avvenimenti più significativi che stanno per accadere.
Sofia intanto, accecata dalla rabbia per la perdita del figlio, delinea il suo piano: poiché è necessario far posto per accogliere due miliardi e mezzo di individui (la popolazione del suo pianeta), la donna decide di sterminare gran parte dell'umanità diffondendo il virus dell'influenza spagnola (recuperato da un cadavere seppellito nel ghiaccio dell'Alaska), a cui gli alieni sono immuni. Per togliere di mezzo Martinez, Sofia convince il vicepresidente Jarvis ad avvelenarlo, in modo da assumere la carica di Presidente; in cambio gli garantisce che l'intero popolo degli Stati Uniti verrà risparmiato dall'epidemia, promessa che si rivelerà essere una menzogna. Tuttavia Martinez riesce a sopravvivere e a rivelare i legami tra Jarvis e Sophia, riappropriandosi del suo ruolo. Una volta fermato il virus, Sophia viene arrestata impedendo lo sterminio della razza umana. Ma ormai è troppo tardi: il portale è stato attivato e, nel finale della prima stagione, il pianeta degli extraterrestri viene teletrasportato tra la Terra e la Luna.

### L'evento
Il titolo della serie viene spiegato solamente nell'ultimo episodio della prima stagione. Simon Lee, un dormiente infiltrato alla Casa Bianca, ribellatosi a Sofia, racconta a Sean Walker che umani e alieni hanno un'origine comune. Anzi, specifica che gli alieni erano sulla Terra da molto tempo prima di loro, ma sono stati costretti a lasciare il pianeta, senza specificare altri particolari. Un eventuale ricongiungimento tra le due razze avrebbe generato quello che, secondo una leggenda tramandata tra gli alieni, viene chiamato l'evento: questo sarebbe risultato nella nascita di un nuovo essere superiore, causando però la distruzione delle due razze originarie.

## Produzione

### Concezione
La serie si presenta come un misto di generi thriller, sentimentale, giallo, con elementi di fantascienza. L'ideatore Nick Wauters spiegò che originariamente la sceneggiatura costituiva un thriller più diretto, un thriller hitchcockiano, ma fu la NBC a chiedergli di aggiungere elementi di science-fiction, proposta che ha accolto molto favorevolmente in quanto fan del genere.
Prima della partenza della serie, i produttori promisero che i misteri legati alla trama non sarebbero rimasti irrisolti, ma le risposte sarebbero arrivate tempestivamente, alcune già a partire dal secondo episodio. Il produttore esecutivo Evan Katz spiegò che «tutto è stato progettato per fornire delle risposte, in modo da non lasciare gli spettatori con un senso di frustrazione con il prosieguo della stagione».
Molte testate giornalistiche, analizzando la presentazione della serie e le dichiarazioni dei produttori, paragonarono The Event a Lost, mettendo in luce come poteva rappresentare una nuova serie cult. Il sito Blastr (ex Sci Fi Wire) evidenziò una serie di punti in comune con la serie ideata da J. J. Abrams, individuando l'unica vera differenza nell'intenzione degli autori di non lasciare i misteri irrisolti. Innanzi tutto c'è la presenza di un grande mistero, che necessita di più stagioni per essere completamente risolto. A tal proposito il produttore Steve Stark rivelò che lo sceneggiatore Nick Wauters aveva preparato un'intera "bibbia" che fissava gli obiettivi da raggiungere nel corso delle varie stagioni, già da prima che la NBC approvasse l'episodio pilota. Altro punto in comune con Lost sono i flashback, di cui si fa molto uso nel primo episodio. Il produttore esecutivo e regista Jeffrey Reiner dichiarò: «Questo espediente ci permette di rispondere subito a delle domande. Coi flashback, anche se non saranno tanti quanti quelli del pilot, riusciremo a rendere più digeribile la storia col procedere della serie». Come in Lost inoltre, c'è solo qualche frammento di fantascienza, ma la trama sarà principalmente incentrata su persone e fatti "reali".
La responsabile della programmazione della NBC Angela Bromstad, facendo un paragone con la sfortunata serie della ABC FlashForward, spiegò che The Event non avrebbe avuto problemi creativi e per evitarli gli autori si erano già portati molto avanti con le sceneggiature. Inoltre la programmazione sarebbe stata più regolare possibile, e non ci sarebbero state altre pause oltre quelle forzate per le vacanze. In effetti la prima stagione ebbe un andamento più regolare rispetto alle altre serie televisive, ma la pausa invernale fu una delle più lunghe dei programmi della stagione televisiva 2010-2011: da inizio dicembre a inizio marzo.

### Sviluppo
La sceneggiatura della serie fu scritta nel 2006 da Nick Wauters. Nel corso del 2009 il produttore Steve Stark, dopo aver sentito che il network era alla ricerca di una nuova serie per i suoi palinsesti, presentò il progetto alla NBC, che diede il via libera alla produzione dell'episodio pilota nel mese di gennaio 2010.
La fase di casting si svolse tra febbraio e marzo, mese in cui fu ingaggiato il regista Jeffrey Reiner, che firmò per dirigere l'episodio pilota dopo aver accettato un accordo con Universal Media Studios per la realizzazione di nuovi progetti. Evan Katz fu invece designato come show runner.
Dopo aver visionato il pilot, la NBC approvò definitivamente la produzione della serie il 7 maggio 2010, durante gli annuali upfront. All'ordine iniziale di 13 episodi, il 18 ottobre 2010 la rete aggiunse ulteriori 9 episodi, dichiarandosi soddisfatta del successo ottenuto dai primi episodi andati in onda. A fine stagione tuttavia, a causa del calo dell'audience registrato dopo la pausa invernale, la rete decise di non rinnovare la serie per una seconda stagione.

### Casting
Il primo attore ad entrare nel cast fu Jason Ritter, annunciato come interprete del protagonista Sean Walker l'8 febbraio 2010. Tra il 23 e il 25 febbraio furono annunciati anche Željko Ivanek, per il ruolo del direttore della CIA Blake Sterling, Ian Anthony Dale, per interpretare l'agente governativo Simon Lee, Sarah Roemer per il ruolo della fidanzata del protagonista Leila Buchanan e Scott Patterson per interpretare il padre di Leila, Michael Buchanan.
Alla fine di febbraio si unì al cast anche Laura Innes, nel ruolo di Sophia Maguire, leader di un misterioso istituto penitenziario, personaggio che originariamente era stato concepito come un ruolo maschile.
A marzo 2010 fu ingaggiato l'attore afroamericano Blair Underwood, per il ruolo del neopresidente degli Stati Uniti Elias Martinez, inizialmente pensato per un attore ispanico. Il 19 luglio 2010 entrò a far parte del cast anche l'attore Clifton Collins Jr., chiamato ad interpretare il ruolo di Thomas, un uomo chiave all'interno della cospirazione governativa. Ad inizio settembre 2010 la NBC annunciò che Hal Holbrook avrebbe avuto un ruolo ricorrente a partire dal quarto episodio. L'attore, vincitore di quattro premi Emmy, interpretò Dempsey, un uomo d'affari rivelatosi antagonista del Presidente Martinez.

### Riprese
L'episodio pilota fu girato sull'isola hawaiiana Oahu, durante il mese di aprile 2010. Le riprese della serie avvennero principalmente nella città di Los Angeles e negli studi televisivi di Burbank, in California.

## Personaggi e interpreti

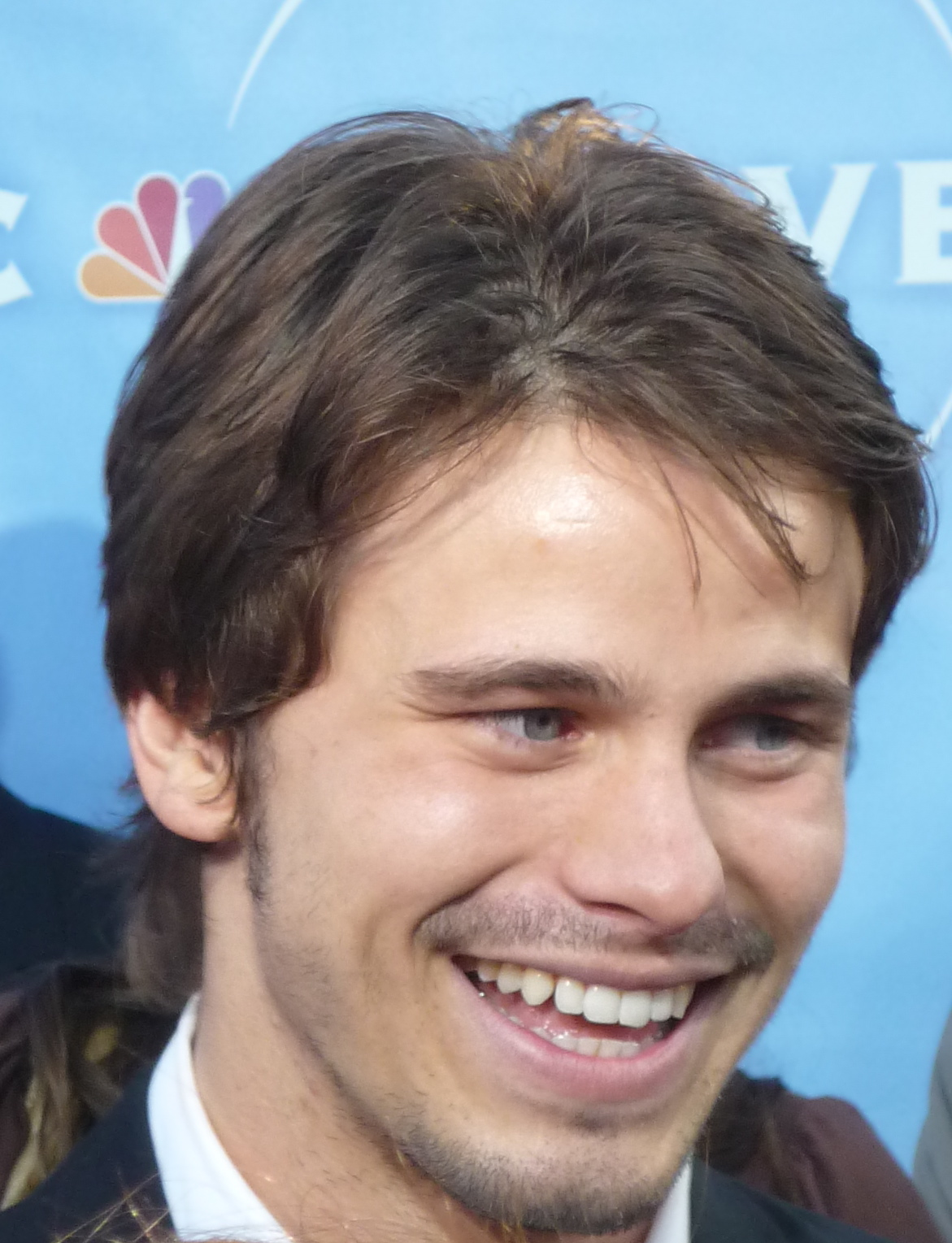
Sean Walker (Jason Ritter), protagonista della serie

- Sean Walker, interpretato da Jason Ritter, doppiato da Marco Vivio.
È il protagonista della serie. Giovane geek laureato al MIT, vive a Chicago, dove si guadagna da vivere facendo il programmatore di videogiochi. Quando la sua fidanzata Leila viene rapita durante un viaggio in crociera, intraprende una disperata ricerca che lo porteranno a scoprire qualcosa di più grande di lui, che coinvolge il governo degli Stati Uniti.
- Elias Martinez, interpretato da Blair Underwood, doppiato da Massimo Bitossi.
È il neoeletto presidente degli Stati Uniti d'America. Moralista e idealista, Martinez vuole rappresentare un nuovo tipo di presidente, lavorando per costruire una nuova America. È di origine cubana, è sposato con Christina Martinez e ha un figlio di 7 anni di nome David.
- Sophia Maguire, interpretata da Laura Innes, doppiata da Laura Boccanera.
È la leader carismatica di un misterioso istituto penitenziario sul Monte Inostranka, in cui sono rinchiusi 97 detenuti di origine extraterrestre.
- Leila Buchanan, interpretata da Sarah Roemer, doppiata da Francesca Manicone.
È la fidanzata di Sean Walker. Anch'essa ha frequentato il MIT e ha un forte legame con la sua famiglia, che ha accolto Sean come uno di loro. Viene rapita misteriosamente durante un viaggio in crociera con Sean. Dopo che il Sean riesce a liberarla, scopre che il padre è un extraterrestre, e lei è quindi un ibrido umano-alieno.
- Blake Sterling, interpretato da Željko Ivanek, doppiato da Luciano Roffi.
Già direttore della CIA, viene nominato dal presidente Martinez direttore dell'Intelligence Nazionale. Si dedica totalmente alla sicurezza degli Stati Uniti e del popolo americano, non facendosi scrupoli nell'adottare qualsiasi mezzo necessario pur di raggiungere gli obiettivi.
- Raymond Jarvis, interpretato da Bill Smitrovich, doppiato da Angelo Nicotra.
È il vicepresidente degli Stati Uniti. Già presidente del Comitato agricoltura del Senato, il partito lo ha scelto nell'affiancare Martinez nella campagna presidenziale in modo da sfruttare la sua popolarità. Rimane coinvolto nell'attentato aereo contro il presidente per tentare di fermare il rilascio dei detenuti di Inostranka accettando di lavorare per Dempsey.
- Simon Lee, interpretato da Ian Anthony Dale, doppiato da Riccardo Rossi.
È un agente operativo della CIA, membro di una divisione segreta che si occupa di gestire i problemi di sicurezza legati ai detenuti del Monte Inostranka. In realtà è anche lui un extraterrestre infiltrato.
- Christina Martinez, interpretata da Lisa Vidal, doppiata da Pinella Dragani.
È la First Lady, moglie di Elias e madre del piccolo David. È originaria dell'Arizona e ha lasciato la sua carriera da avvocato per sostenere il marito, quando si è candidato a presidente.
- Michael Buchanan, interpretato da Scott Patterson, doppiato da Francesco Prando.
È il padre di Leila. Ama la natura e preferisce luoghi tranquilli e isolati alla caotica città. Nei confronti di Leila è stato sempre iperprotettivo, ma dopo aver conosciuto Sean, si sono appassionati a lui e lo ha accolto nella sua famiglia insieme alla moglie Valerie, che finisce uccisa per le stesse mani dei rapitori di Leila. Si scoprirà essere uno degli extraterrestri arrivati sulla Terra nel 1944.
- Vicky Roberts, interpretata da Taylor Cole e doppiata da Chiara Gioncardi.
È una misteriosa ragazza di New York coinvolta nel rapimento di Leila. Ricattandola, Sean riesce prima a convincerla ad aiutarlo nel liberare la fidanzata, e poi nel tentare di fermare i piani di Dempsey.
- Thomas, interpretato da Clifton Collins Jr. e doppiato da Christian Iansante.
È il figlio di Sophia, che si è separato dal gruppo dei detenuti sul Monte Inostranka, quando furono casualmente scoperti nel 1944 e arrestati. Dopo essere riuscito a liberare la madre, entra in conflitto con lei, ma si riappacifica quando scopre il triste destino che attende il suo popolo.
- James Dempsey, interpretato da Hal Holbrook.
Guida un'enigmatica compagnia farmaceutica che conduce esperimenti su bambine nate da genitori metà umani e metà alieni. È anche impegnato nel finanziare un importante scavo archeologico francese.

## Episodi
| Stagione       | Episodi | Prima TV USA | Prima TV Italia |
| -------------- | ------- | ------------ | --------------- |
| Prima stagione | 22      | 2010-2011    | 2010-2011       |

## Distribuzione
La NBC ha trasmesso The Event dal 20 settembre 2010, ogni lunedì alle 21:00. In diversi paesi la serie è andata in onda in contemporanea o a distanza molto ravvicinata con la programmazione statunitense. A giugno 2010 il network canadese Rogers Media annunciò l'acquisto dei diritti televisivi per trasmetterla in contemporanea con gli Stati Uniti. In Italia la pay-tv Mediaset Premium ha trasmesso la serie in lingua originale sottotitolata il giorno successivo la messa in onda negli USA, mentre gli episodi doppiati sono andati in onda a distanza di una settimana, dal 28 settembre. Anche in Svezia l'emittente pubblica Sveriges Television la trasmise a circa una settimana dalla programmazione originale, a partire dal 26 settembre. In Russia fu l'emittente TV-3 a trasmetterla poco dopo la messa in onda negli USA. Nel Regno Unito invece, Channel 4 l'ha trasmessa a partire dal 22 ottobre, mentre in Spagna ha fatto il suo debutto dal 4 ottobre sull'emittente TNT. In totale sono quasi 200 le emittenti di diverse nazionalità che acquistarono i diritti per trasmettere la serie a poca distanza dalla programmazione originale.

## Accoglienza

### Ascolti

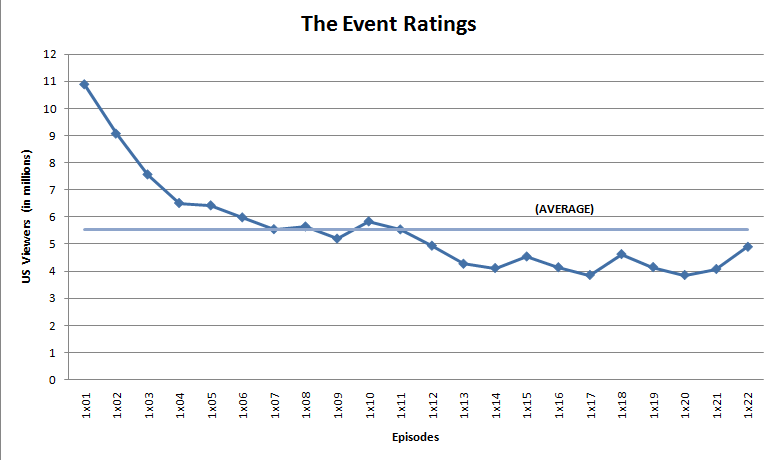
Andamento degli ascolti

La serie esordì bene nei palinsesti americani raccogliendo 10,88 milioni di telespettatori, risultando così il quinto programma televisivo più seguito del lunedì sera e la serie televisiva più seguita sulla NBC. Tuttavia gli ascolti sono andati calando sin dal secondo episodio, facendo registrare alla serie una media di 6,9 milioni di telespettatori per la prima parte della stagione, prima della pausa invernale, durata da inizio dicembre fino a inizio marzo. L'audience scese ulteriormente dopo la pausa e a fine stagione la serie registrò una media di circa 5,5 milioni di telespettatori per episodio. Tenendo conto anche delle repliche e delle visioni in differita durante i sette giorni seguenti la prima messa in onda degli episodi, la prima stagione è stata seguita complessivamente da una media di 7,09 milioni di telespettatori per episodio, pari a circa il 6% di share.

### Critica
Dopo la messa in onda dell'episodio pilota, il New York Post paragonò la produzione della serie a una ricetta i cui ingredienti sono formati da «una gran manciata di Lost mista a una porzione di V e una tazza di FlashForward», esprimendo un giudizio positivo. Altre testate, come il San Francisco Chronicle e USA Today sottolinearono le buone potenzialità della serie, presentandola come «un thriller cospirativo, un giallo al cardiopalma con un pizzico di fantascienza», anche se hanno spiegato come non sarebbe stato facile per la NBC creare una nuova serie cult come Lost. Il Los Angeles Times si complimentò con la NBC per essere riuscita a proporre qualcosa di veramente promettente, come non faceva da quattro anni prima, quando lanciò Heroes. James Poniewozik sul TIME definì il pilot molto accattivante e si definì moderatamente curioso di scoprire come si sarebbe evoluta la storia. Il critico americano mise anche in luce l'influenza della serie 24. Altri quotidiani statunitensi, tra cui il Miami Herald, invece misero in evidenza come il pilot proponesse una serie di domande e misteri senza fornire risposte e si chiesero se i telespettatori sarebbero stati pazienti nell'aspettarle.

## Promozione
L'episodio pilota era stato presentato in anteprima al San Diego Comic-Con International, a fine luglio 2010, destando impressioni positive nel pubblico. Durante il mese di agosto la NBC organizzò anche una competizione online, attraverso un sondaggio sul sito promotore di cerimonie e spettacoli eventful.com, in cui le cinque città più votate avrebbero ospitato una festa promozionale con la proiezione in anteprima del primo episodio, durante la settimana precedente la messa in onda sulla NBC. Tali città furono: Petersburg (città natale di Blair Underwood), Oklahoma City, New York, Los Angeles e Chicago. Un'anteprima era stata organizzata anche il 31 agosto a Miami.
I poster promozionali diffusi dalla NBC prima del debutto della serie raffigurano il volto di uno degli attori principali, quali Jason Ritter, Laura Innes e Blair Underwood. In cima è presente una citazione sull'evento oggetto della serie, quali ad esempio «the President can't stop it» per il poster con Blair Underwood e «a desperate act will start it» per quello con Jason Ritter, mentre in basso invece è presente il titolo della serie con lo slogan «what will you believe?», con i caratteri «lie» messi in risalto.
Per quanto riguarda gli spot televisivi trasmessi dalla NBC per pubblicizzare la messa in onda dell'episodio pilota, tutti si chiudono con il motto «what is the event?». Poiché la serie fu trasmessa subito dopo la messa in onda di Chuck, è stato prodotto anche uno spot che rappresenta un crossover tra le due serie, in cui appaiono i personaggi di Chuck Morgan Grimes, Sarah Walker e Chuck Bartowski, che dopo aver avuto un "flash" sull'evento, lo giudica «fenomenale».
In Italia pochi giorni prima del debutto della serie sul canale pay Joi, Mediaset Premium organizzò nelle città di Roma e Milano una campagna virale attraverso un'operazione di guerriglia marketing, che incluse: la diffusione di migliaia di pagine d'agenda in cui era scritto un messaggio promozionale con l'invito a guardare la serie; la distribuzione all'uscita delle stazioni metropolitane di cartelline contenenti documenti della CIA fittizi sui personaggi della serie; e il disegno sulle saracinesche di alcuni negozi di graffiti writing raffiguranti il volto del personaggio Leila Buchanan, interpretata da Sarah Roemer. Un'operazione del genere era già stata organizzata dalla NBC negli Stati Uniti, in occasione della presentazione estiva al Comic-Con, dove alcuni agenti commerciali travestiti da agenti della CIA hanno distribuito al pubblico dossier fittizi sui personaggi e più in generale sulla mitologia della serie. Tali schede sui personaggi sono consultabili sul sito ufficiale della serie nella sezione dedicata alle biografie dei personaggi principali.